# 丘布特耳齿鲨
丘布特耳齒鯊（学名：Otodus chubutensis）是生存于渐新世到上新世（约2800万年前-500万年前）的耳齒鯊属成员。

## 形态
丘布特凯克鲨有长达129公釐的牙齿，它们比耳基耳齒鯊（Otodus auriculatus）要大，其化石发现于欧洲，北美洲，南美洲和非洲等地，科学家们估计它们是顶级掠食者，它们的身长约12.2公尺至13.5公尺。

## 食性
它们很可能是以鱼类，海牛，鲸和海龟为食的。